# Petrodollar
Petrodollar ist keine Währung, sondern die umgangssprachliche Bezeichnung für diejenigen Deviseneinnahmen, welche die erdölexportierenden Länder aus dem Export von Erdöl und dessen Abrechnung in US-Dollar erzielen. Der Wortbestandteil Petro steht für Erdöl (englisch petroleum), vgl. Petrochemie.

## Hintergrund
Seit dem Zweiten Weltkrieg wird der Handel mit Erdöl hauptsächlich in US-Dollar abgerechnet. Die Denominierung erfolgt in US-Dollar pro Barrel. Besonders vom Rohstoffexport abhängige Volkswirtschaften, die Petrodollars generieren, sind insbesondere Saudi-Arabien, Irak, Nigeria und Russland.
Für die USA ist das meistgehandelte Referenzöl (engl. oil marker) West Texas Intermediate (WTI), für Europa Brent, benannt nach dem Nordsee-Ölfeld, und für Asien Dubai Fateh. Dazu kommt das OPEC-Öl, das wiederum ein Korb von elf verschiedenen Ölsorten ist, aus denen ein gemittelter Durchschnitt errechnet wird. Alle vier Sorten haben den US-Dollar als Nennwert.

## Folgen der Dollarfakturierung
Aus der Dollarfakturierung des Erdöls lassen sich drei Bedeutungen ableiten:
- Erstens hat die große und konstante Abhängigkeit der Weltwirtschaft vom Rohöl einerseits zur Folge, dass der Wechselkurs jedes Landes gegenüber dem US-Dollar eine entscheidende ökonomische Größe ist – schließlich beeinflusst er in großem Maß die Rohstoffpreise eines Landes.

- Zweitens verursacht die fast ausschließliche Dollarfakturierung andererseits bilanztechnisch Verbindlichkeiten der US-Zentralbank Federal Reserve gegenüber den erdölexportierenden Ländern in enormem Umfang, da diesen Ländern durch den Ölexport große Dollarbestände zufließen.

- Drittens fließen der US-Zentralbank in Höhe der Ölkaufpreise Devisen der ölkaufenden Nationen zu.

### Seigniorage-Einnahmen der USA
Da es den meisten erdölexportierenden Ländern bis heute an interessanten Investitionsobjekten in großem Umfang fehlt, fließt seit jeher ein erheblicher Anteil der Dollarbestände in die USA zurück. Dies führt zu der für die USA angenehmen Situation, dass dem Land erstens hohe Seigniorage-Einnahmen zufallen (vereinfacht gesagt: Gewinn durch Gelddrucken). Die nachhaltig starken Kapitalimporte aus den Ölländern senken das Zinsniveau in den USA, was Investitionen begünstigt.
Globalisierungskritiker vergleichen dies mit einer Bank, die Schuldscheine ausgibt, die aber anschließend von den Gläubigern wieder bei derselben Bank angelegt werden. Der starke Dollarrückfluss in die USA wirkt tendenziell inflationstreibend; die Staatsverschuldung der Vereinigten Staaten und auch die private Verschuldung seiner Bürger gelten als besorgniserregend hoch (siehe auch Haushaltskrise in den USA 2011).

### Schuldenkrise der 1980er Jahre
Die durch die beiden Ölkrisen stark angewachsenen Gewinne der Ölstaaten werden nicht nur in die USA und nach Europa exportiert, sondern führen auch in Schwellen- und Entwicklungsländern zu hohen Kapitalzuflüssen. Zusammen mit den nicht ausreichend tragfähigen Finanzmärkten der Länder trugen die Kapitalimporte aus den Erdölstaaten zur Schuldenkrise vieler Schwellen- und Entwicklungsländer Anfang der 1980er Jahre bei, da die Länder das zufließende Kapital in großem Umfang für Konsumtätigkeit verwendeten und somit die den Anlegern versprochene Rendite nur teilweise erwirtschaften konnten.
Diese Problematik wurde dadurch verstärkt, dass in den Industrieländern Anfang der 1980er-Jahre eine Hochzinspolitik einsetzte, um die Inflationstendenzen zu stoppen. Da die meisten der vergebenen Kredite flexibel verzinst waren, stiegen die Kreditkosten innerhalb kurzer Zeit sehr stark an. Dies wird häufig als letztendlicher Auslöser der ersten Schuldenkrise gesehen, die mit der Zahlungsunfähigkeit Mexikos 1982 offensichtlich wurde.

## Erdölfakturierung in Saudi-Arabien
Mehreren Studien zufolge vereinbarten die Vereinigten Staaten 1972/73 (also ein Jahr nach dem offiziellen Ende der Goldkonvertibilität des US-Dollars) mit Saudi-Arabien, dass das saudi-arabische Öl nur in US-Dollar fakturiert werde. Als Gegenleistung hätten die USA demnach militärische Unterstützung an Saudi-Arabien ausgesprochen. Offizielle Nachweise über eine solche Vereinbarung gibt es nicht.
Zu dieser Zeit war Richard Nixon US-Präsident. Henry Kissinger war sein wichtigster Berater in Sachen Sicherheit und Außenpolitik. Die USA waren damals bestrebt, die Einflüsse bzw. Einflussversuche der UdSSR in vielen Ländern der Welt einzudämmen; Nixon betrieb eine „Twin-Pillar-Policy“ (Zwei-Säulen-Politik) genannte Politik, die darauf ausgerichtet war, den sowjetischen Einfluss im Persischen Golf (speziell im Iran und in Saudi-Arabien) einzudämmen.
Anfang Juni 2024 ließ Saudi-Arabien die Petrodollarvereinbarung ohne Ersatz auslaufen.

## Alternativen zum Petrodollar

### Petroeuro
Der Begriff Petroeuro soll analog zu „Petrodollar“ ausdrücken, dass der Handel mit Erdölprodukten in Euro abgewickelt wird. Es handelt sich um einen theoretischen oder konzeptionellen Begriff, da derzeit der US-Dollar die dominierende Währung ist.
Um einer tatsächlichen oder empfundenen Abhängigkeit von den USA, dem bedeutendsten Einzelimporteur, auszuweichen, aber auch, um die Währung der USA in ihrer Bedeutung und ihrem Wert zu mindern, haben einige Länder eine Abkehr vom US-Dollar und einen Wechsel zum Euro in der Vergangenheit vorgenommen, zum Beispiel Syrien. Der Irak wechselte während der letzten Jahre der Herrschaft Saddam Husseins zum Euro, stellte jedoch unter US-Führung wieder zurück auf US-Dollar.
Für März 2006 plante der Iran die Eröffnung einer eigenen Ölbörse mit der Absicht, ausschließlich in Euro zu handeln. In der Folge wurde spekuliert, ob daraus ein Euro-basierter Preismechanismus entstehen könnte. Im Juli 2007 forderte die iranische Regierung von ihren Kunden, dass sie das iranische Öl in Zukunft nicht mehr in US-Dollar bezahlen sollen. Am 17. Februar 2008 wurde die Iranische Ölbörse mit Sitz auf der Insel Kisch eröffnet. Statt in Euro werden die Preise allerdings überwiegend in der Landeswährung Rial berechnet.

### Internationaler Petro-Währungskorb
Im Oktober 2009 berichtete die britische Zeitung The Independent darüber, dass die Golfstaaten, Russland, die Volksrepublik China, Japan und Frankreich Geheimverhandlungen zum Ersatz des US-Dollars als Ölhandelswährung führen würden, um den Dollar als Zahlungsmittel im Rohölhandel durch einen Währungskorb aus dem chinesischen Yuan, dem Euro, dem japanischen Yen, einer neuen Gemeinschaftswährung der Golfstaaten und Gold abzulösen. Laut der Zeitung seien neun Jahre für den Übergang vorgesehen. „Das Vorhaben bedeutet, dass der Ölpreis nicht länger in US-Dollar festgesetzt wird“, zitierte das Blatt chinesische Bankenkreise in Hongkong. Saudi-Arabien wies den Zeitungsbericht, der zur Dollarschwächung führen würde, als „absolut falsch“ zurück.

### Petro-Yuan
Die Volksrepublik China strebt an, ihre Währung Yuan als weltweit führende Leitwährung zu etablieren. Auch Erdöl und Erdgas könnten dann zunehmend in China und in chinesischer Währung bezahlt werden. Im Zusammenhang mit den Sanktionen gegen Russland kündigte Wladimir Putin im März 2023 an, alle Öl- und Gasgeschäfte Russlands mit der Volksrepublik China künftig in chinesischen Yuan abwickeln zu wollen. Im April 2023 wurde gemeldet, dass Saudi-Arabien seine Erdölexporte in die Volksrepublik China künftig in „Petro-Yuan“ abrechnen könnte.